# Неореакційний рух
Темне просвітництво, також відоме як неореакційний рух (іноді скорочено до NRx) — антиліберальний та антиегалітарний реакційний філософський і політичний рух.

## Історія
У 2007 і 2008 роках інженер-програміст Кертіс Ярвін, який писав під псевдонімом Менціус Молдбаг, сформулював те, що розвинеться в мислення Темного Просвітництва. Теорії Ярвіна були розроблені та розширені філософом Ніком Лендом, який вперше ввів термін Темне Просвітництво у своєму однойменному есе. Термін «темне просвітництво» є реакцією на епоху просвітництва та апологією суспільного погляду на «темні віки».

## Ідеологія
Ідеологія загалом відкидає історіографію вігів — концепцію, згідно з якою історія демонструє неминучий прогрес до більшої свободи. Кульмінацією якої є ліберальні демократії та конституційні монархії — на користь повернення до традиційних суспільних конструктів і форм правління, у тому числі абсолютної монархії та інших старіших форм управління, таких як камералізм.
У липні 2010 року Арнольд Клінг, науковий співробітник Інституту Катона, ввів термін «неореакціонери» для опису Ярвіна та його послідовників.